# 暴露后预防疗法
暴露后预防疗法 ，又称为暴露后预防处置、接触后预防疗法，（英語：Post-exposure prophylaxis或Post-exposure prevention，缩写为PEP）是一种预防性治疗方法和医疗术语。该方法是指在暴露于某种病原体（如某种病毒）后在一定时间内进行预防性治疗，以防止由该病原体引起的感染或者疾病。
该方法主要运用在狂犬病、HIV、病毒性肝炎等疾病的预防性治疗中。

## 狂犬病
接触后预防疗法广泛运用在预防狂犬病发作中，这种疗法是指被咬伤者在接触狂犬病后立即进行的治疗，以防止狂犬病毒进入中枢神经系统而导致死亡。这种疗法包括：
- 发生接触后，尽快对伤口进行局部处理[註 2]
- 接种符合标准的狂犬病疫苗一个疗程
- 如有需要，可注射狂犬病免疫球蛋白。

世界卫生组织推荐的方案如下表：
| 与疑患狂犬病动物的接触类型                                                                                | 建议采取的措施                                         |
| --- | ------------------------------------------------------ |
| I类：触摸或饲喂动物，动物舔触处的皮肤完整                                                                 | 无                                                     |
| II类：轻咬裸露皮肤，或无出血的轻微抓伤或擦伤                                                              | 立即接种疫苗并对伤口进行局部处理                       |
| III类：一处或多处穿透性皮肤咬伤或抓伤，动物舔触处的皮肤有破损；动物舔触处的粘膜被唾液污染，与蝙蝠有接触。 | 立即接种疫苗并注射狂犬病免疫球蛋白；对伤口进行局部处理 |

若咬人的哺乳动物为已知的狂犬病贮主或媒介种属、动物看起来有病或表现不够正常、伤口或粘膜受到动物唾液的污染、动物无端咬人情况、动物没有获得免疫接种，可能会使情况严重，须及时就医。

## 艾滋病
在与他人发生未采取保护措施的性行为后或在从事卫生保健工作时，人们可能会意外接触到艾滋病病毒。在这种情况下，一般会使用抗逆转录病毒药物来预防感染，这种预防疗法需要采取为期28天的治疗疗程，最好在72小时之内开始。世界卫生组织官网信息显示，如果在暴露后即开始治疗，可使感染艾滋病毒的危险降低80%以上。但采用此疗法的人员中只有一半多的人完成了整个疗程。
在中国大陆，由于很少普及相关知识，普通人几乎不知道有这种疗法，直到2017年5月微博上发生“浙传男生携带HIV事件”后，一些民众才知晓有艾滋病阻断药存在。中华人民共和国人力资源和社会保障部于2017年2月21日下发的《关于印发国家基本医疗保险、工伤保险和生育保险药品目录（2017年版）的通知》中西药部分含有限艾滋病病毒感染使用的药品8种。
大陆媒体方面，目前可查到，《江南晚报》于2012年11月30日在A10版以题为“艾滋病阻断药不公开销售”最早报道艾滋病阻断药。该报道称，无锡只有市疾控中心储备了这类药品，而且只免费提供给职业暴露人群，并不对外销售。2017年5月发生“浙传男生携带HIV事件”后，有部分媒体报道此事。
2017年，浙江省中医院一名技术人员违反“一人一管一抛弃”操作规程，在操作中重复使用吸管造成交叉污染，导致部分治疗者感染艾滋病病毒，造成重大医疗事故。经疾控机构检测，确诊5例（1·26浙江重大医疗事故）。此次事件中，艾滋病阻断药并未得到媒体报道。

### 费用
中华人民共和国：目前尚无官方可靠来源发布艾滋病暴露后预防用药的价格，各地疾病预防控制中心也并未通过官方渠道提及具体费用，大多仅笼统提及“药品价格因使用的阻断药种类不同而有不同”。但有部分报道提到，根据不同的药物组合，每月服药费用在1800～4000元人民币之间。
 香港：部分关注艾滋病的慈善组织官网及部分诊所官网显示，在香港进行暴露后预防疗法的开支约为13000港元。
 新加坡：在新加坡，仅有部分诊所于网上公布药品价格，不同诊所价格差别较大。其中DTAP Clinic网站显示，普通暴露后预防药物花费约在2000新元左右，而若使用必妥维治疗，价格约在2400新元左右；另一家诊所Tanjong Pagar Medical Clinic显示，二联治疗费用大约每月1050新元，三联治疗费用大约每月1800新元。

### 副作用
根据中国疾病预防控制中心发布的《艾滋病病毒暴露后预防技术指南（试用）》，约90%的使用者不会出现任何副作用；另外10%的使用者在开始服用药物时，可能会出现短期轻微的胃肠道症状（如腹泻、恶心、食欲降低、腹部疼痛或胃肠胀气）和头晕、头痛。这些症状通常会在几周内消失，不需要停止使用暴露后预防用药。此外，个别患者的肾脏功能可能会受到影响，出现这种情况医务人员可能会因此要求其暂停使用暴露后预防用药。江南晚报的报道称，服用阻断药易产生耐药性，不利于后期治疗。

### 治疗方案
世界卫生组织提供了面向成人和儿童的两种治疗方案，分别是：
- 成年人：替诺福韦另加拉米夫定（3TC）或者恩曲他滨（FTC）为首选主要药物，这是治疗艾滋病毒的首选药物。推荐的第三种药为利托那韦增强洛匹那韦（LPV/r），这是世卫组织推荐用于艾滋病毒治疗的首选药物。
- 儿童：对10岁或者小于10岁的儿童采用齐多夫定（AZT）和拉米夫定（3TC）这种主要药物，所推荐的第三种药物选择为利托那韦增强洛匹那韦（LPV/r）。[1]

在中国大陆地区，可联系当地疾控部门获取艾滋病阻断药，服用时，须谨遵医嘱。此外，暴露前预防疗法（Pre-exposure prophylaxis，PrEP）也是一种预防感染艾滋病病毒的途径。